# Käringsjön (Hållnäs socken, Uppland)
Käringsjön är en sjö i Tierps kommun i Uppland och ingår i Tämnarån-Forsmarksåns kustområde. Sjön är 0,9 meter djup, har en yta på 0,0494 kvadratkilometer och är belägen 5,9 meter över havet. Käringsjön ligger i Slada Natura 2000-område. Vid provfiske har ruda fångats i sjön.

## Delavrinningsområde
Käringsjön ingår i det delavrinningsområde (671172-161884) som SMHI kallar för Rinner mot Öregrundsgrepen. Medelhöjden är 5 meter över havet och ytan är 11,81 kvadratkilometer. Det finns inga avrinningsområden uppströms utan avrinningsområdet är högsta punkten. Avrinningsområdets utflöde mynnar i havet, utan att ha någon enskild mynningsplats. Avrinningsområdet består mestadels av skog (86 procent). Avrinningsområdet har 0,05 kvadratkilometer vattenytor vilket ger det en sjöprocent på 0,4 procent.